# From Survivor to Healer
From Survivor to Healer (chino: 爱上你治愈我; pinyin: Ai Shang Ni Zhi Yu Wo), es una serie de televisión china transmitida del 17 de abril del 2019 hasta el 22 de mayo del 2019 a través de Youku.

## Sinopsis
La serie sigue al psiquiatra Yan Shuren y la psicóloga Sun Shu.
Mientras estudiaba para su doctorado, Yan Shuren conoce a Sun Shu y los dos se enamoran, sin embargo cuando surgen una serie de crisis en las familias de ambos, Shuren se ve forzado a abandonar la escuela sin decirle a Sun Shu, mientras que ella con el corazón roto y sin entender la repentina desaparición de Shuren, decide mudarse a Japón para terminar sus estudios y así alejarse de los recuerdos. 
Ahora cinco años más tarde, ambos son llamados por su antiguo maestro Chen Yuan Geng para trabajar en el Hospital Sikang, cuando ambos se reencuentran Shuren intenta recuperarla, pero a Sun Shu herida por el pasado, se muestra fría hacia él y lo rechaza. Sin embargo cuando su madre se enferma y termina siendo atendida en el hospital, su actitud hacia Shuren cambia y comienza a ser más amable con él. Pasando cada vez más tiempo con él, Sun Shu se da cuenta de que sus sentimientos hacia Shuren nunca han cambiado y que todavía lo sigue amando.
Feliz nuevamente con la mujer que ama, la vida de Shuren da un vuelco cuando descubre que su madre murió en un accidente automovilístico hace ocho años, por lo que comienza a culparse y a cuestionar su profesión. En el proceso Sun Shu lo ayudará a sobrellevar esos tiempos difíciles y fortalecerán su relación.

## Reparto

### Personajes Principales[4]
| Actor     | Personaje        | N.º de episodios | Notas |
| --------- | ---------------- | ---------------- | --- |
| Shawn Dou | Psiq. Yan Shuren | -                | Trabaja como Psiquiatra del Hospital Sikang, es un hombre inteligente, perceptivo y confiable. A una edad temprana perdió a sus dos padres, por lo que recibió dieciséis años de consejería. Shuren aprendió a mantener sus luchas internas escondidas para concentrarse en el tratamiento de sus pacientes, a pesar de él también ser uno. Fuera del trabajo se muestra diferente, le gustan las actividades al aire libre. Cuando era joven conoció y se enamoró de Sun Shu, a quien tuvo que dejar repentinamente, años más tarde al reencontrarse con ella, intenta recuperarla, ya que aún la sigue amando. |
| Vivi Miao | Psic. Sun Shu    | -                | Trabaja como Psicóloga en el Hospital Sikang, es una mujer apasionada e impulsiva, pero a la vez amable y bondadosa, que se dedica a sus pacientes. En la universidad conoció y se enamoró de Shuren, sin embargo luego de que él se fuera repentinamente, decide mudarse a Japón y continuar con sus estudios, cuando regresa a China y comienza a trabajar en el mismo hospital que Shuren, al inicio se muestra distante, sin embargo pronto se da cuenta de que no puede negar que aún está enamorada de él.                                                                                                 |

### Personajes Secundarios
| Actor            | Personaje          | N.º de episodios | Notas |
| ---------------- | ------------------ | ---------------- | --- |
| Peng Guan Ying   | Dr. Chen Yifan     | -                | Es un cirujano plástico en el Hospital Sikang, hermano de Jing Ran y mejor amigo de Yan Shuren.                                                                                             |
| Chin Shih Chieh  | Dr. Chen Yuan Geng | -                | Es el mentor, médico, jefe y figura paterna de Yan Shuren. Trabaja como Decano del Hospital Sikang, donde ocupa una alta posición. Es el encargado de unir nuevamente a Sun Shu con Shuren. |
| Pan Hong         | Dr. Lin Zhi Fan    | -                | Es la madre de Sun Shu, una mujer adicta al trabajo que vive en la sala de operaciones, lo que resulta en muchas peleas entre ella y su hija.                                               |
| Weitong Shao     | Dr. Zhang Ji Cheng | -                | Es un doctor y compañero de Shuren en el Hospital Sikang. |
| Johnny Zhang     | Hou Jun Ming       | -                | |
| Zheng Qiu Hong   | Enfra. Jing Ran    | -                | Es la hermana de Chen Yifan. Una nueva enfermera en el Hospital Sikang que está bajo el cargo de Sun Shu.                                                                                   |
| -                | Dr. Wang           | -                | Directora del Hospital Sikang. |
| -                | Zou Hua            | -                | Es la amiga de Sun Shu. |
| -                | Enfro. Xiaotian    | -                | Es un enfermero en el Hospital Sikang. |
| -                | Enfra. Lulu        | -                | Es una enfermera en el Hospital Sikang. |
| Cao Weiyu        | Li Zong            | -                | |
| Wang Xuan (王瑄) | Psic. Ji Ming Yue  | -                | Es una psicóloga. |
| -                | Enfra. Han Xiaolu  | -                | Es una enfermera en el Hospital Sikang. |
| Wang Si Si       | Yuan Yuan (Lisa)   | -                | Es una ejecutiva bancaria de alto rango. |

### Otros Personajes
| Actor          | Personaje     | N.º de episodios | Notas                                                                  |
| -------------- | ------------- | ---------------- | ---------------------------------------------------------------------- |
| Cao Lu         | Tian Gaoqiang | -                | Es un enfermero en el hospital.                                        |
| Shi Yunpeng    | Yang Fei      | -                | Es un paciente en el hospital.                                         |
| Zhao Wei       | Lu Guofeng    | -                |                                                                        |
| Gao Ye         | Wang Linglong | -                | Es una paciente en el hospital.                                        |
| Zhou Yiwei     | Frank         | -                | Es el voluntarioso presidente de una compañía y el exnovio de Sun Shu. |
| Zhang Jianing  | -             | -                | Madre de Ai Mi.                                                        |
| Li Yuan (李媛) | Yang Yang     | -                | Es una paciente en el hospital.                                        |

## Episodios
La serie estuvo conformada por 42 episodios, los cuales fueron emitidos todos los miércoles a las 20:00hrs (un episodio).

## Producción
Fue dirigida por Cao Dung y Cheng Qiang, y escrita por Mo Fei Lei, Dong Shan Xun Mei y Cheng Qiang.
Las filmaciones comenzaron en noviembre del 2017, en lugares como Beijing y Japón.
La serie fue emitida a través del sitio web Youku, iQIYI y Tencent.